# کلاسیسیسم

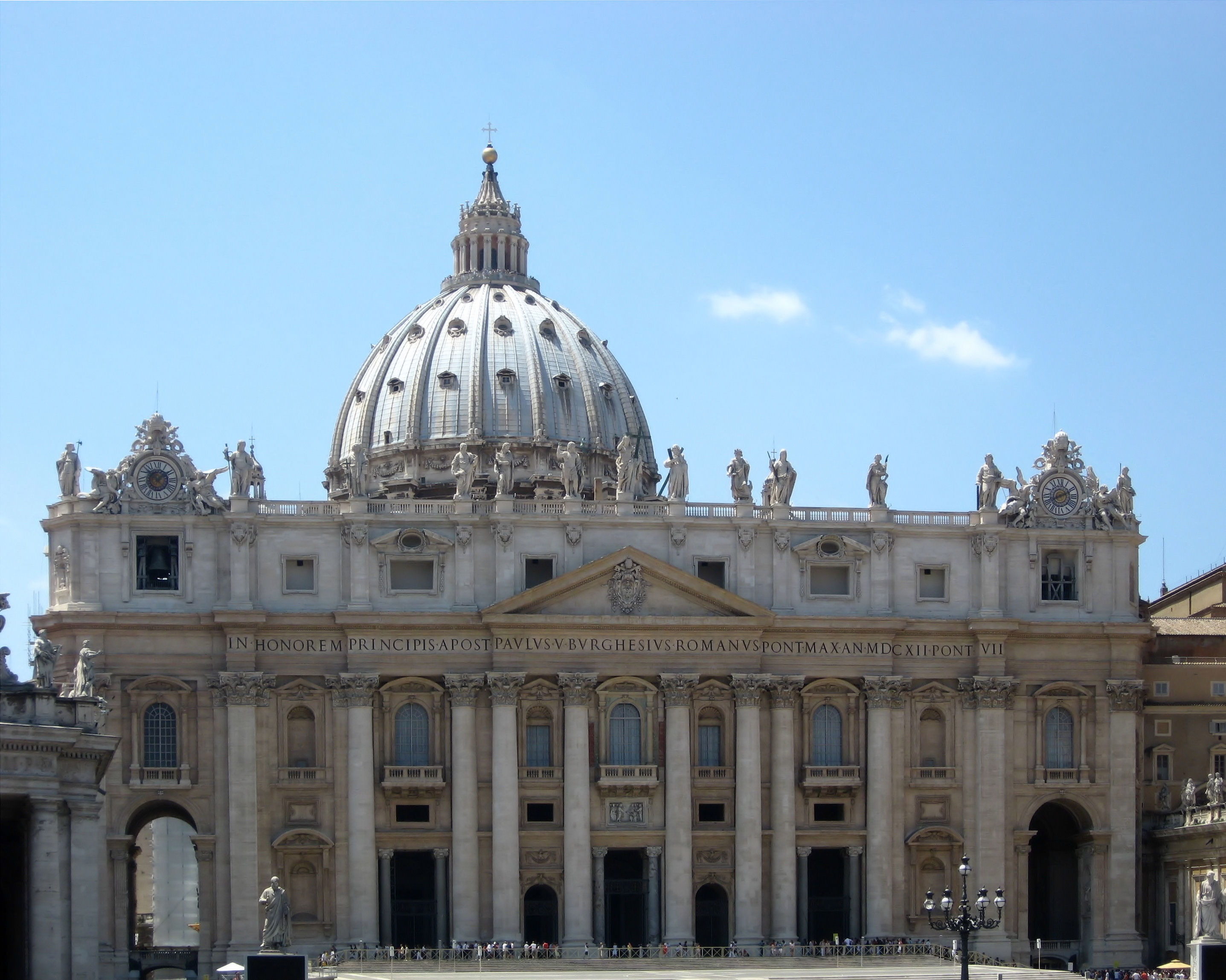
جلوخان کلیسای سن پتر در رم

کلاسیک‌گرایی یا کلاسیسیسم (به انگلیسی: Classicism) جنبش هنری و فرهنگی ویژهٔ نیمهٔ دوم قرن هفدهم در اروپاست. این جنبش مبتنی بر آفرینش آثار هنری و ادبی با الهام از هنر باستان یونان و روم، و بازگشت به اصول و ارزش‌های زیبایی‌شناسی آنان است.

## تعاریف
این جنبش تعریف دقیقی ندارد و در دانشنامه‌های مختلف از آن تعاریف گوناگون ذکر شده است.
به‌طور کلی کلاسیسیسم عبارت است از عقیده طرفداران تقلید از نویسندگان و هنرمندان یونان باستان یا روم، و نویسندگان قرن هفدهم فرانسه است. این مکتب در مقابل باروک و رمانتیسم قرار می‌گیرد.

## لغت‌شناسی و تاریخچه

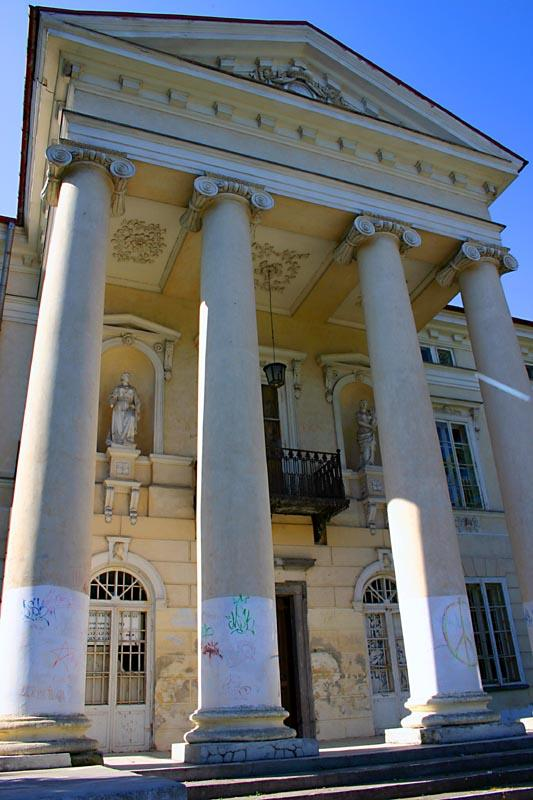
تصویری از موزه ای در لهستان

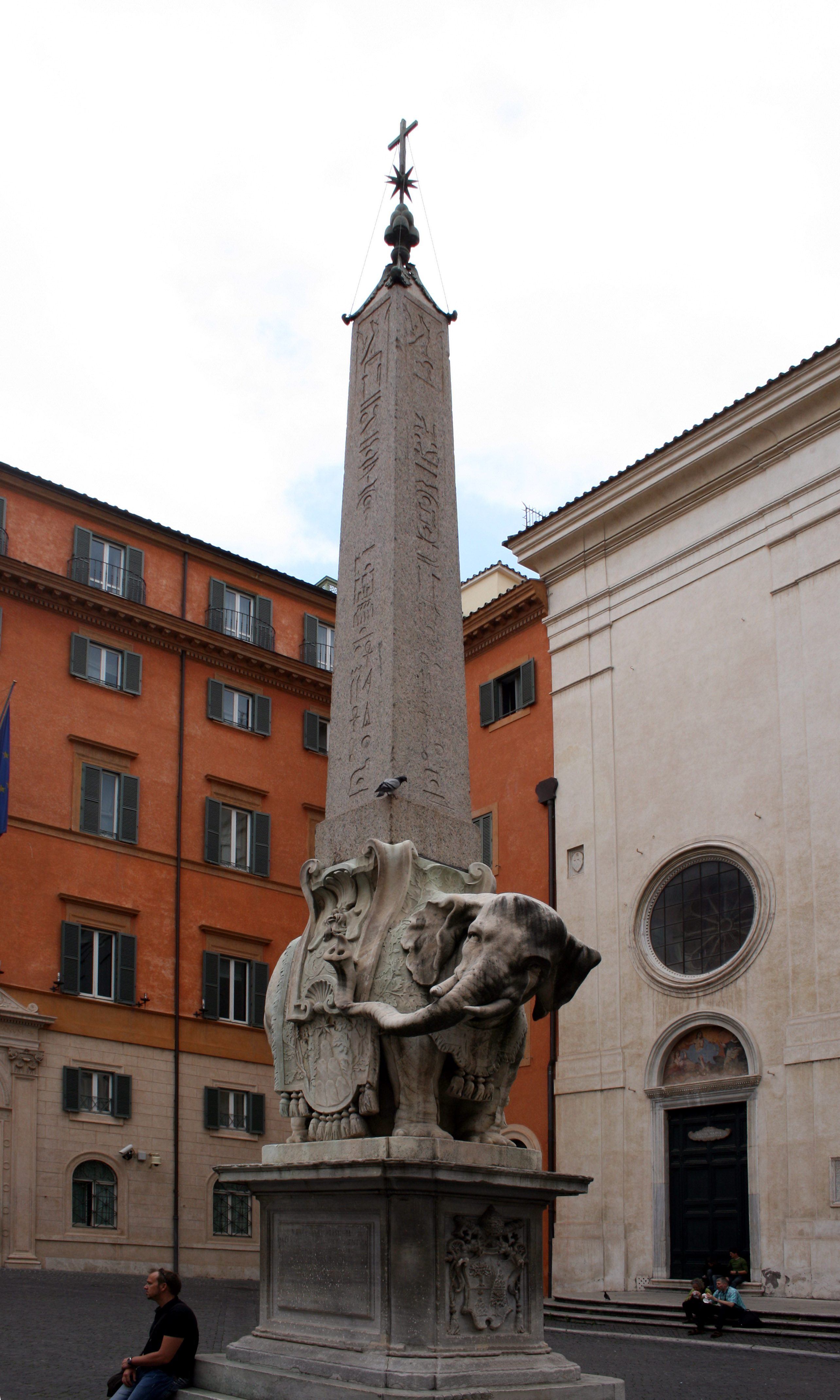
مجسمه ای در رم

کلمه کلاسیک صفتی است که ریشه آن واژه لاتینی کلاسیکوس (classicus) و به معنی درجه اول است. به تدریج این واژه برای سخن گفتن از نویسندگان درجه اول جامعه استفاده شد، یعنی کسانی که نوشته‌های آن‌ها در کلاس‌های درس تدریس می‌شد.
وقتی این کلمه را به‌طور دقیق استعمال کنند و از آن اراده اصطلاح ادبی خاصی را نکرده باشند به معنی اثری است که به عنوان نمونه و مظهر کامل مورد قبول همگان باشد و وقتی نویسندگان کلاسیک یا هنر کلاسیک گفته می‌شود، مقصود نویسندگان یا هنری است که تمام ادوار آن‌ها را پسندیده و نمونه شناخته‌اند.
به‌طور کلی نیمهٔ دوم قرن شانزدهم، دوره‌ای بود که در آن برای نخستین بار آیین ادبی جامعی برای خلق آثار ادبی به وجود آمد. این آیین و قواعد که دارای اصولی بودند که حتی تا پایان قرن هجدهم نیز ارزش و اعتبار خود را از دست نداد، در آغاز قرن هفدهم مایهٔ ایجاد مکتب کلاسیسیسم گردید.
صفت کلاسیک برای اولین بار در دورهٔ رنسانس برای تعیین نویسندگان درجه اول به کار برده شد، ولی در واقع این رمانتیکها بودند که با مشخص کردن حدود و ویژگی‌های جنبش هنری-فرهنگی‌شان، معنای امروزی واژهٔ کلاسیک را به آن بخشیدند.
کلاسیسیسم با شروع رنسانس در ایتالیا ظهور کرد. پس از مدتی شهرهای مختلف ایتالیا به خصوص شهر فلورانس به مهدهایی برای گردهم‌آیی هنرمندانی اومانیست چون میکل آنژ، رافائل و برونِلِسکی به منظور تحقیق، جمع‌آوری و تقلید از آثار یونانیان و رومیان باستان گشت. این سبک به تدریج میان هنرمندان و نویسندگان متداول شد به طوری که در نیمهٔ دوم قرن هفدهم به یک جنبش بزرگ تبدیل شد که در فرانسه در دورهٔ سلطنت لویی چهاردهم و با پشتیبانی ریشولیو به اوج خود رسید و در مقابل جنبش باروک قرار گرفت.

## ویژگی‌ها
کلاسیسیسم را می‌توان مکتب سنت‌گرایی در ادبیات و هنر به ویژه تقلید از نویسندگان یونان و روم باستان دانست. از دیدگاه کلاسیک‌ها، هنر اصلی شاعر و نویسنده این است که اصول و قواعدی را که پیشینیان در آثار خود آورده‌اند، به‌طور کامل رعایت کند تا اثر او بتواند صفت زیبا به خود بگیرد.
کلاسیسیسم در درجهٔ اول به دنبال آفرینش ایده‌آل و کمال زیبایی و دلنوازی با الهام از هنر باستانیان است. در واقع کلاسیسیک‌ها به دنبال ایجاد ایده‌آل تعادل، توازن، تقارن، هم‌آهنگی و هارمونی، ظرافت و رعنایی، منطق، روشنی، واقع‌گرایی و نزاکت در آثار خود هستند.
باید توجه داشت که کلاسیسیسم برخلاف سبک هم‌عصر خود، باروک و بعدها رمانتیسیسم که مبتنی بر احساسات و خیالات هستند، بر پایهٔ عقل و منطق استوار است. همچنین کلاسیسیسم به زنده کردن عادات و رسوم باستانیان و تطابق دادن آن‌ها با عقاید مسیحی و قوانین کلیسا می‌پردازد.
کلاسیک‌ها، با دیدی وحدت‌گرا به دنبال نظم و سادگی هستند که در واقع به اثر لیاقت ادبی یا هنری می‌بخشند. کلاسیسیسم استقرار، ثبات، ژرفی و عمومیت را برتری می‌دهد و می‌کوشد حقایق عمومی را که منتظره هستند و باعث غافل‌گیری مردم نمی‌شوند بنماید؛ بنابراین به جلوهٔ ایده‌آل حقیقت و زیبایی می‌پردازد. همچنین به دنبال ایجاد وحدت و یک‌دستی در اثر است.
روشنی و گویایی آثار کلاسیک از ویژگی‌های مهم آن‌هاست، به طوری که خطوط، سبک و ویژگی‌های ظاهری اثر باید به گونه‌ای باشند که به تنهایی توجه بیننده را به خود جلب نکنند و او بتواند به عمق اثر دست یابد؛ بنابراین دکور و آراستگی تنها وسیله‌ای برای دل‌انگیز و زیبا ساختن فضا است، و اهمیت عمق به مراتب بیش‌تر می‌باشد.
هنرمند کلاسیک معتقد است که همه چیز گفته شده است ولی هیچ چیز کاملاً درک نشده است، بنابراین، حقایق باید در هر دوره تکرار شوند؛ بنابراین کلاسیک‌ها تقلید از هنرمندان پیشین یونان و روم را عار نمی‌دانند و آثار آنان را در خور تعمق و تفکر می‌دانند و معتقدند که این آثار چیزهای تازه‌ای برای خوانندگان خود دارند.
ارسطو، فیلسوف یونانی در کتاب بوطیقا، هنر را تقلید از طبیعت می‌داند و معتقد است که تفاوت هنرها در نوع تقلید است. همچنین
گتشد نقاد آلمانی می‌گوید: «طبیعت انسان و قدرت ذهن او همان است که دو هزار سال پیش بوده است، بنابراین راه التذاذ شعری هم باید همان باشد که باستانیان به درستی انتخاب کرده‌اند».

## نقاشی و پیکرتراشی

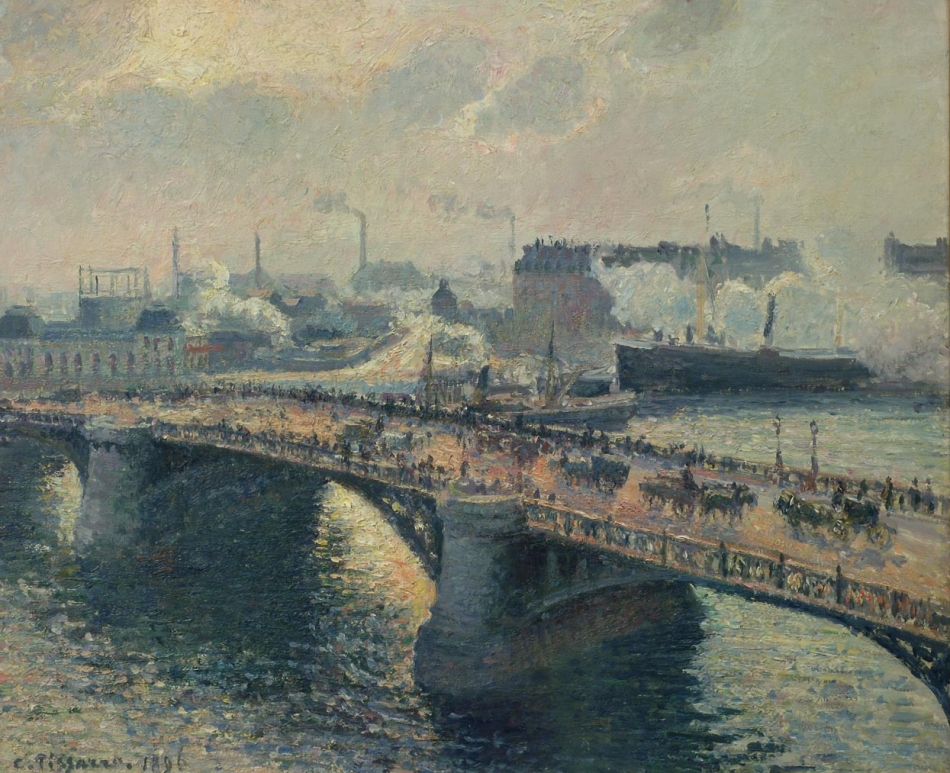
تصویری از نقاشی بندری در فرانسه

نقاشان و مجسمه‌سازان کلاسیک ایتالیایی دورهٔ رنسانس و با الهام از سبک آنان، نقاشان و مجسمه‌سازان فرانسوی، با حمایت فرهنگستان فرانسه اغلب موضوعاتی باستانی انتخاب می‌کنند و به نمایش ارزش‌هایی چون شجاعت، قهرمانی، شرافت، خلوص و خوبی می‌پردازند. همچنین، بسیار از تئاتر الهام می‌گیرند. برای اولین بار نقاشان از پرسپکتیو استفاده می‌کنند و سعی می‌شود اثر ساده و به دور از جزئیات و معما باشد. اغلب از رنگ‌های زیاد و مرغوب استفاده می‌شود و خطوط اشیاء و اجسام و نیز مجسمه‌ها معمولاً صاف و موازی هستند، و برخلاف سبک باروک منحنی در آن کمتر دیده می‌شود. از دیگر خصوصیات آثار کلاسیک هارمونی، نظم و منطق می‌توان نام‌برد.
از مهم‌ترین نقاشان کلاسیک می‌توان نیکولا پوسن (به فرانسوی: Nicolas Poussin) و شارل لوبرَن (به فرانسوی: Charles Le Brun) را نام برد.
از مجسمه‌سازان معروف نیز که اغلب ایتالیایی بودند می‌توان میکل آنژ و دوناتلو را نام برد. تندیس داوود میکل آنژ که به خوبی هارمونی حرکات را نمایش می‌دهد از معروف‌ترین آثار دورهٔ کلاسیک است.
در اواسط قرن هجدهم و قرن نوزدهم، این سبک کمی تغییر کرد و به نئوکلاسیک معروف شد.

## ادبیات کلاسیک
این نوع ادبیات موافق عقل و استدلال و منطق است و تخیل در آن همیشه محدود و مرتب است. همچنین معتدل و میانه‌رو است. این نوع ادبیات ساده، زیبا و روان است و دارای قهرمان غیرعادی نیست بلکه افراد برجسته و نماینده یک گروه در آن قرار دارد. کلاسیک و رمانتیک(رمانسیسم) با یکدیگر متعارض و مختلف اند، ولی پیوند ناگسستنی دارند.

قانون وحدت سه‌گانه (وحدت موضوع، وحدت زمان و وحدت مکان) از اصول فراموش نشدنی متون کلاسیک است. درمتون کلاسیک خواننده معمولاً با روند تعادل اولیه- عدم تعادل- رخداد و سپس تعادل ثانویه روبه رو است. نظرگاه متون کلاسیک معمولاً دانای کل است و این نوع متون به مسائل و همه امور جنبهٔ قطعیت می‌بخشند. دانای کل خدای متن است و هرچه او می‌گوید واقعیت مطلق شمرده می‌شود. در متون کلاسیک با پایان بسته و خوش روبرو هستیم و توجه به بیان حوادث و اتفاقات بیرونی بر بیان دغدغه‌های درونی و فردی ارجحیت دارد.
اوج این آثار از یونان باستان آغاز شد و در قرن شانزدهم و هفدهم به اوج و شکوفایی رسید. در کشورهای انگلستان، فرانسه و آلمان در این قرن سخنور داشت.
لافونتن، مولیر، پاسکال

### اصول و قواعد
- تقلید و نمایش از طبیعت
- توجه و تقلید از قدیم
- اصل عقل
- آموزندگی و خوشایندی
- اعتدال و میانه‌روی
- نزاکت ادبی
- حقیقت نمایی

### ژانرهای این مکتب
- کمدی
- تراژدی
- حماسی
- تراژدی-کمدی[۱۲][۱۳]

### تئاتر
تئاتر کلاسیک در قرن هفدهم در فرانسه متحول شد و به اوج شکوفایی خود رسید. نمایش‌نامه‌نویسان فرانسوی با رجوع و الهام از قوانین یونانیان و رومیان به تعیین قوانین تئاتر کلاسیک پرداختند.

#### قوانین تئاتر کلاسیک
- قوانین وحدت کنشی باید رعایت شوند.
- قوانین مربوط به نزاکت باید رعایت شوند، به طوری بینندگان دچار شوک نشوند. به‌طور مثال نمایش خشونت یا رابطهٔ فیزیکی در صحنه مجاز نیست، و درصورت لزوم باید در بین پرده‌ها انجام گیرد. البته چند استثنای مشهور چون مرگ دون ژوآنِ مولیر، فدر، و اورست در آندروماکِ راسین نیز وجود دارد.
- نمایش‌نامه باید سازنده و آموزنده باشد.
- تأثیرات در این مکتب باید موافق با اصول عقلی باشد.
- قهرمانان و نشانه‌ها باید دارای صفات نیکو باشند.[۱۴][۱۵]
- نمایش‌نامه باید در عین تقلید از پیشینیان تازگی داشته باشد و در بینندگان تأثیر کند.

البته اهمیت این قوانین در تراژدی بسیار بیش‌تر بود، به طوری که در صورت عدم رعایت این قوانین، به خصوص دو قانون اول صفت کلاسیک به اثر تعلق نمی‌گرفت. به این ترتیب، شکسپیر که این قوانین را دائماً زیر پا می‌گذاشت کلاسیک محسوب نمی‌شود، در حالی که مولیر اغلب یک نمایش‌نامه‌نویس کلاسیک شمرده می‌شود، هرچند کمدیهای او به شدت تحت تأثیر باروک قرار دارد.
از بزرگ‌ترین نمایش‌نامه‌نویسان کلاسیک می‌توان ژان راسین و سپس پییر کورنی را نام برد. ویکتور هوگو از اولین نمایش‌نامه‌نویسان فرانسوی بود که این اصول را شکست.

#### تراژدی

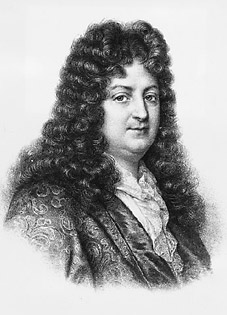
راسین، تراژدی‌نویس کلاسیک

موضوعات تراژدی‌های کلاسیک افسانه ای یا اسطوره ای یا تاریخی و شخصیت‌های آن‌ها قهرمان هستند. این شخصیت‌ها همگی انسان‌های عالی‌مقام، همچون پادشاه و درباریان و نجبای بلندمرتبه هستند.
تراژدی‌های کلاسیک دارای سبکی سنگین هستند و به نظم نوشته می‌شوند و وزن آن‌ها ۱۲تایی می‌باشد.
با وجود این که اغلب تراژدی‌ها به تلخی به پایان می‌رسند، ولی پایان غمگین از ویژگی‌های اصلی تراژدی نیست و برخی از تراژدی‌ها همچون سید کورنی پایانی خوش دارند. طبق قوانین ارسطو تراژدی‌ها باید در بینندگان هراس و حس ترحم ایجاد کنند.

#### کمدی
از آن‌جا که در دورهٔ کلاسیک کمدی گونه‌ای فرعی محسوب می‌شد، قوانین مشخصی برای آن تعیین نشد. مولیر برای بخشیدن حالتی نجیب و باوقار به کمدی اغلب قوانین تراژدی را بر روی نمایش‌نامه‌هایش اعمال کرد و به همین علت کلاسیک‌ترین کمدی‌نویس این دوره محسوب می‌شود.
برخلاف تراژدی که کشمکش‌های درونی شخصیت‌های عالی‌مقام و نجبا را به تصویر می‌کشد، کمدی به توصیف ماجراهایی که در طبقات اجتماعی متوسط یا پایین (تاجران، بورژوازی، پیشخدمتان،...) رخ می‌دهد می‌پردازد و هدف اصلی آن نمایاندن نقص‌های جامعه است. به این منظور کمدی‌نویسان دورهٔ کلاسیک از سبکی عامیانه استفاده می‌کردند.
کمدی براساس خنده و به منظور سرگرمی اجرا می‌شود و معمولاً با پایانی خوش همراه است. با این وجود استثناهایی چون دون ژوآن مولیر دارای پایانی تلخ هستند.

#### رمان
با وجود این که نوشتن رمان در قرن هفدهم رواج زیادی نداشت و اغلب رمان‌ها توسط نویسنده‌هایی ناشناس منتشر می‌شدند، نوآوری‌های جدیدی در این زمینه دیده می‌شود. رمان‌های کلاسیک، اغلب تحت تأثیر جریان‌های پرسیوزیته نیز در این عصر تحولات زیادی می‌کند. از رمان‌های کلاسیک معروف می‌توان آثار مادام دو لافایت (به فرانسوی: Madame de La Fayette) به‌ویژه دوشیزهٔ کلِو (به فرانسوی: La Princesse de Clèves) را نام برد.

## کلاسیسیست‌ها
آثار نویسندگان باستان‌نویس یونانی و آثار نویسندگان معروف قرن هفدهم فرانسه مانند ژان دو لافونتن، پاسکال، راسین و کرنی، آثار کلاسیک هستند.